# Dragon Quest VIII: El periplo del Rey Maldito
Dragon Quest VIII: El periplo del Rey Maldito (ドラゴンクエストVIII 空と海と大地と呪われし姫君 Dragon Quest VIII Sora to Umi to Daichi to Norowareshi Himegimi?, lit. Dragon Quest VIII: El cielo, el mar, la tierra y la princesa maldita) es la octava entrega de la serie Dragon Quest. Fue desarrollado por el estudio Level-5, quien también trabajó en la serie de Dark Cloud para PlayStation 2. Yuji Horii supervisó el proyecto, mientras que Akira Toriyama (creador de Dragon Ball) diseñó los monstruos y personajes, y Koichi Sugiyama volvió a asumir el papel de compositor de la banda sonora. Una nueva edición para Nintendo 3DS fue lanzado en 2015 con dos personajes extra manejables, nuevos monstruos y una prolongación de la historia.
La revista Famitsū de la distribuidora Enterbrain lo ha galardonado con el Premio a la Excelencia, condecoración otorgada a los títulos lanzados entre el 1 de enero y el 31 de diciembre de 2015.

## Actores de doblaje en la versión occidental
- Ricky Grover... como Yangus
- Emma Ferguson... como Jessica Albert
- Blake Riston... como Angelo
- Jon Glover... como Rey Trode
- Victoria Shalet... como Princesa Medea
- Keith Wickham... como Dhoulmagus
- Josh Cohen... como Marcello
- Richard Pearce... como Príncipe Charmles
- Jessica Martin... como Empyrea
- Jonathan Keeble... como Rhapthorne
- Brian Bowels... como Morrie
- Maria Darling

### Sitios oficiales
- Official Dragon Quest VIII North American website
- Official Dragon Quest VIII Website in Japan

### Sitios no oficiales
- IGN page
- Home of Dragon Quest VIII Fansite
- Dragon Quest Fansite

- Datos: Q1948338